# Палестинский диалект арабского языка
Палестинский диалект арабского языка (араб. اللهجة الفلسطينية‎) — название группы диалектов арабского языка, распространённых среди палестинских арабов.
Палестинский диалект, который относится к сиро-палестинской подгруппе восточных диалектов арабского языка, является родным для палестинских арабов в Палестине и Израиле, а также для палестинских беженцев за рубежом. Ранее вторым государственным языком Израиля являлся арабский, который представлен книжно-письменным литературным языком и народным языком — палестинским диалектом. Палестинский диалект является одной из основ консолидации палестинцев в национальную общность.
Примеры фраз на палестинском диалекте
| Палестинск. | МФА                  | перевод    |
| ----------- | -------------------- | ---------- |
| ايش, شو‎     | /ʔeːʃ/, /ʃu/         | что?       |
| مين‎         | /miːn/               | кто?       |
| وين‎         | /weːn/               | где?       |
| عشان, لإنه‎  | /ʕaʃaːn/, /la'ʔenno/ | потому что |
| ايمتى‎       | /'ʔeːmta/            | когда      |

## Разновидности палестинского арабского
Как и в случае с многими другими диалектами арабского, конкретный диалект носителя зависит от региона и социальной группы.
Различают следующие разновидности палестинского диалекта:
- «Городской диалект» — диалект Иерусалима, Хеврона и Наблуса (Шхема). Имеет много общего с другими оседлыми диалектами Леванта. Оказал сильное влияние на новые городские диалекты Иордании.
- Диалект Газы — имеет множество особенностей, характерных для восточно-египетских бедуинских диалектов
- Сельские диалекты — диалекты деревень в близости крупных городов.
- Бедуинские диалекты — характерны для Иерихона и иорданской долины.